# هارا یوشیمیچی
هارا یوشیمیچی (به ژاپنی: 原嘉道 Yoshimichi Hara); ۱۸ فوریهٔ ۱۸۶۷ – ۷ اوت ۱۹۴۴) وکیل، و سیاستمدار در جنگ جهانی دوم اهل ژاپن بود.